# Avelsförening
Avelsföreningar är sammanslutningar av uppfödare och andra djurägare i syfte att tillvarata intressen som rör avel av husdjur. De för stambok, ansvarar för avelsprogram och rasstandard samt ordnar utställningar (till exempel hundutställning eller hingstpremiering) och andra tävlingar och prov. När det gäller lantbruksdjur skall avelsföreningarna vara godkända av ländernas jordbruksmyndigheter, i Sverige Jordbruksverket, samt EU:s motsvarighet. När det gäller sällskapsdjur brukar avelsföreningarna vara anslutna till ett riksförbund, till exempel Svenska Kennelklubben (SKK) eller Sveriges Raskattklubbars Riksförbund (SVERAK), som då är den organisation som har ansvaret för stambok och standard, ofta utifrån internationella överenskommelser. Inom hundavel talar man om rasklubbar och inom kattavel rasråd. Även för avel med hotade arter på djurparker finns organisationer: Svenska Djurparksföreningen och European Association of Zoos and Aquaria.
Avelsföreningar kan vara ideella föreningar eller ekonomiska föreningar (kooperativ), men även stiftelser eller företag.

## Svenska avelsföreningar
Dessa organisationer har avelsansvar enligt Jordbruksverket. Beträffande godkända lantraser finns rasbevarande föreningar med genbanker, men även rasbevarande föreningar utan genbank och som då inte har avelsansvar.

### Nötkreatur

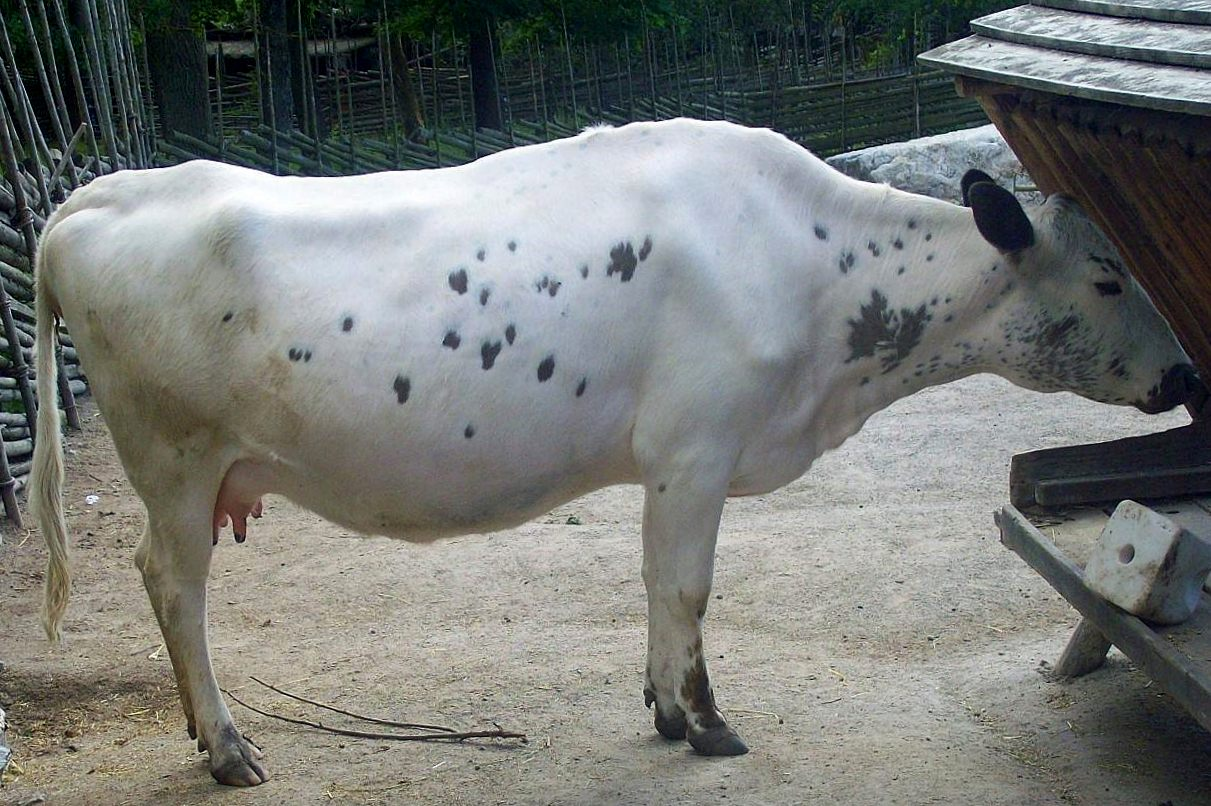
Fjällnära ko

Svensk Mjölk
Riksorganisation för de regionala husdjursföreningarna.
Aberdeen angus, Blonde d'aquitaine, Charolais, Hereford, Highland cattle, Limousin, Simmental, Svensk röd och vit boskap (SRB), Svensk låglandsboskap (SLB), Svensk fjällras, Svensk rödkulla, Svensk jerseyboskap, Svensk ayrshire, Svensk kullig boskap (SKB)
Sveriges Rödkulleförening är rasbevarande för rödkulla och Svensk Fjällrasavel för fjällko och fjällnära ko.
Föreningen Allmogekon
Allmogekor: Väneko, Ringamålako, Bohuskulla
Föreningen Äldre Svensk Boskap
Fjällnära ko

### Svin
Sveriges Grisföretagare
Lantras, Yorkshire, Hampshire, Duroc, Hybridavelssvin (till exempel Piggham)
Föreningen Landtsvinet
Linderödssvin

### Får
Svenska Fåravelsförbundet
Gotlandsfår, Gutefår, Finullfår, Ryafår, Texel, Leicester, Dorset, Suffolk, Ostfrisiskt mjölkfår, Oxford down, Shropshire, Dalasau
Föreningen Gutefåret är rasbevarande för gutefår.
Föreningen Svenska Allmogefår
Dala-pälsfår, Gestrikefår, Helsingefår, Klövsjöfår, Roslagsfår, Svärdsjöfår, Värmlandsfår, Åsenfår

### Getter
Jämtlands läns semin- och bockavelsförening
Svensk lantrasget
Föreningen Allmogegeten
Göingeget, Jämtget, Lappget

### Hästar
Svenska Hästavelsförbundet
Korsningar och raser utan avelsförening
Svenska Travsportens Centralförbund
Svensk varmblodig travhäst, Svensk kallblodig travhäst
Svenska Arabhästregistraturen
Arabiskt fullblod
Avelsföreningen för svenska varmblodiga hästen
Svenskt varmblod
Sveriges Shetlandssällskap
Shetlandsponny
Svenska Morganhästföreningen
Morganhäst
Svenska Lusitanosällskapet
Lusitano
Svenska Quarterhästföreningen
Quarterhäst
Svenska Painthästföreningen
Painthäst
Svenska Shagyaarabföreningen
Shagyaarab
Svenska Knabstrupperföreningen
Knabstrupper
Svenska Appaloosaföreningen
Appaloosa
Svenska Achaltekeerföreningen
Achaltekeer
Svenska American Curlyhorse-föreningen
Amerikansk curlyhäst
Svenska Basjkirhästföreningen
Basjkir
Föreningen Nordsvenska Hästen
Nordsvensk häst
Avelsföreningen Svenska Ardennerhästen
Svensk ardenner
Svenska Fjordhästföreningen
Fjordhäst
Svenska föreningen för Irish Cob
Irish cob
Svenska Tinkerhästsällskapet
Tinker
Svenska Shirehästföreningen
Shirehäst, Clydesdale
Svenska Russavelsföreningen
Gotlandsruss
Svenska Islandshästförbundet
Islandshäst
Svenska Haflingerföreningen
Haflinger
Svenska New Forestföreningen
New forestponny
Svenska Welshponny och Cobföreningen
Welshponny, Welsh cob
Svenska Dartmoorsällskapet
Dartmoorponny
Svenska Exmooravelsföreningen
Exmoorponny
Avelsföreningen för Svensk Ridponny
Svensk ridponny
Rid- och Sportponnyföreningen
Brittisk ridponny, Sportponny
Swedish Caspian Horse Association
Kaspisk häst
Svensk Tyroler-Haflingeravel
Tyroler-haflinger
Svenska Föreningen för Edelbluthaflinger
Edelbluthaflinger
Svenska American Saddlebredföreningen
American saddlebred
Svenska Angloarabföreningen
Angloarab
Svenska Lipizzanerföreningen
Lipizzaner
Svensk Galopp
Engelskt fullblod

### Åsnor,mulorochmulåsnor
Svenska Åsneföreningen

### Kaniner
Föreningen Gotlandskaninen
Gotlandskanin

### Fjäderfä
Svenska Lanthönsklubben
Bohusläns-Dals svarthöna, Gammalsvensk dvärghöna, Gotlandshöna, Hedemorahöna, Kindahöna, Orusthöna, Skånsk blommehöna, Åsbohöna, Ölandshöna, Öländsk dvärghöna
Blekingeanka, Svensk blå anka, Svensk gul anka, Svensk myskanka
Skånegås, Ölandsgås